# Miles Mentor
Miles M.16 Mentor byl britský jednomotorový trojmístný dolnoplošník vyráběný společností Miles Aircraft Limited v 30. letech 20. století a užívaný Royal Air Force jako spojovací a cvičný letoun.

## Vznik a vývoj
Mentor vznikl úpravou z typu Miles M.7 Nighthawk aby splnil požadavky specifikací Air Ministry č. 38/37 na třímístný spojovací jednoplošník s uzavřenou kabinou. Letoun měl být současně schopen sloužit k výcviku radistů a létání podle přístrojů ve dne i v noci.

## Nasazení
Prototyp, jemuž bylo přiděleno sériové číslo L4392, poprvé vzlétl 5. ledna 1938. Firma získala zakázku na 45 kusů, které byly Royal Air Force dodány mezi dubnem 1938 a únorem 1939. Hlavním uživatelem typu se stala 24. peruť RAF, a letouny se vyskytovaly i u pomocných letek (station flight) na základnách RAF.
Druhou světovou válku přežil jen jeden kus, sériového čísla L4420, který byl v květnu 1946 prodán civilnímu uživateli pod imatrikulací G-AHKM. Ten byl zničen 1. dubna 1950 při havárii v Clayhidonu v hrabství Devon.

## Uživatelé
- Spojené království
  - Royal Air Force
    - 24. peruť RAF

## Specifikace
Údaje podle publikace Miles Aircraft since 1925

### Technické údaje
- Posádka: 2
- Délka: 7,9693 m (26 stop a 1,75 palce)
- Rozpětí: 10,605 m (34 stop a 9,5 palce)
- Výška: 2,95 m (9 stop a 8 palců)
- Nosná plocha: 16,8 m² (181 čtverečních stop)
- Prázdná hmotnost: 897 kg (1 978 lb)
- Vzletová hmotnost: 1 229 kg (2 710 lb)
- Pohonná jednotka: 1 × řadový motor de Havilland Gipsy Six
- Výkon pohonné jednotky: 200 hp (150 kW)

### Výkony
- Maximální rychlost: 251 km/h (136 uzlů, 156 mph)
- Dostup: 4 206 m (13 800 stop)
- Stoupavost: 4 m/s (780 ft/min)
- Plošné zatížení: 73 kg/m² (15 lb/ft²)